# NK Ljubuški
NK Ljubuški je hrvatski nogometni klub iz Ljubuškog, BiH.

## Povijest
Klub je osnovan 2005. godine pod imenom NK Bigeste. U sezoni 2010./11. su ostvarili najveći uspjeh kluba kada su osvojili Međužupanijsku ligu HBŽ i ZHŽ i plasirali se u viši rang natjecanja Drugu ligu FBiH – Jug. U ljeto 2014. godine klub prestaje s radom i istupa iz svih natjecanja. Pred početak sezone 2018./19. klub je obnovio rad i priključio natjecanju u Međužupanijskoj ligi HBŽ i ZHŽ koju iste sezone osvaja. Početkom 2019. godine klub mijenja ime u NK Ljubuški i trenutačno se natječe u Drugoj ligi FBiH – Jug. U sezoni 2020./21. su osvojili Drugu ligu, ali nisu igrali u doigravanju zbog neispunjavanja potrebnih uvjeta.
Mlađe kategorije se natječu u županijskim i regionalnim nogometnim natjecanjima. Svoje utakmice igraju na stadionu Babovac u Ljubuškom. 

## Pregled plasmana po sezonama
| Sezona    | Rang | Liga                          | Plasman | Izvori |
| --------- | ---- | ----------------------------- | ------- | ------ |
| 2018./19. | IV.  | Međužupanijska liga HBŽ i ZHŽ | 1. ↑    | [ 5 ]  |
| 2019./20. | III. | Druga liga FBiH – Jug         | 3.      | [ 6 ]  |
| 2020./21. | III. | Druga liga FBiH – Jug         | 1.      | [ 7 ]  |
| 2021./22. | III. | Druga liga FBiH – Jug         | 11.     | [ 8 ]  |
| 2022./23. | III. | Druga liga FBiH – Jug         | 9.      | [ 9 ]  |
| 2023./24. | III. | Druga liga FBiH – Jug         | 3.      | [ 10 ] |
| 2024./25. | III. | Druga liga FBiH – Jug         | –       |        |

## Nastupi u Kupu BiH
2019./20.
- šesnaestina finala: NK Ljubuški – FK Sarajevo (I) 2:4